# Sapper Hill (kulle i Falklandsöarna)
Sapper Hill är en kulle i territoriet Falklandsöarna (Storbritannien). Den ligger i den östra delen av landet, 3 km väster om huvudstaden Stanley. Toppen på Sapper Hill är 131 meter över havet, eller 60 meter över den omgivande terrängen. Bredden vid basen är 1,6 km. Sapper Hill ligger på ön Falkland Islands.
Terrängen runt Sapper Hill är huvudsakligen platt, men västerut är den kuperad. Havet är nära Sapper Hill åt sydost.  Närmaste större samhälle är Stanley, 3,0 km öster om Sapper Hill. Trakten runt Sapper Hill består i huvudsak av gräsmarker.